# Абейсингх, Мэттью
Мэттью Абейсингх (род. 19 марта 1996, Хейзлтон, Пенсильвания) — шри-ланкийский пловец, участник летних Олимпийских игр 2016, самый титулованный спортсмен в истории Южноазиатских игр — 18 медалей, из которых 14 золотые. Первый в истории Шри-Ланки пловец, кому удалось попасть на Олимпийские игры по квалификационному времени, а не с помощью уайлд-кард. Многократный чемпион Шри-Ланки и обладатель множества национальных рекордов.

## Биография
На крупных международных соревнованиях Абейсингх дебютировал уже в 14 лет. В 2010 году он принял участие в Играх Содружества, однако ни в одной из дисциплин не смог пробиться в финальный раунд. В 2013 году Абейсингх принял участие в юношеских Азиатских Играх. На 100-метровке вольным стилем молодой шри-ланкийский пловец завоевал бронзовую награду. В 2014 году Абейсингх был включён в состав сборной для участие в юношеских Олимпийских играх. Мэттью принял участие в двух дисциплинах. На 200-метровке вольным стилем он занял 15-е место, а на дистанции вдвое короче смог пробиться в полуфинал, где стал 13-м, установив при этом новый национальный рекорд. Звёздный час для Абейсингха наступил в феврале 2016 года, когда 19-летний пловец завоевал 7 золотых, 2 серебряных и 1 бронзовую награду на Южноазиатских играх в Гувахати. 
Летом 2016 года Абейсингх вошёл в состав сборной Шри-Ланки для участия в летних Олимпийских играх в Рио-де-Жанейро. Мэттью стал первым в истории Шри-Ланки пловцом, кому удалось выполнить олимпийский квалификационный норматив (стандарт B). На Играх Абейсингх выступил на дистанции 100 метров вольным стилем. На финише своего заплыва Мэттью показал результат 50,96, заняв итоговое 50-е место из 59 стартовавших пловцов.
На Играх содружества 2018 года Абейсингх смог пробиться в полуфинальные заплывы на дистанциях 100 и 200 метров вольным стилем, а также в финал эстафеты 4×100 метров, где сборная Шри-Ланки была дисквалифицирована по ходу решающего заплыва. На летних Азиатских играх Мэттью был близок к попаданию в число призёров на дистанции 100 метров вольным стилем. На предварительном этапе шри-ланкийский пловец показал 4-й результат, однако в финале он стал только 6-м, отстав от бронзового призёра на 0,4 секунды. На Южноазиатских играх 2019 года Абейсингх повторил свой успех трёхлетней давности, вновь завоевав 7 золотых наград.